# Wilajet chatloński
Wilajet chatloński – jeden z czterech wilajetów (okręgów) Tadżykistanu. Leży w południowo-zachodniej części kraju, a jego stolica to Kurgonteppa. Jego powierzchnia wynosi 24 800 km², a populacja w 2010 roku wyniosła 2 700 200 osób. Graniczy z Uzbekistanem na zachodzie, Afganistanem na południu, Górskim Badachszanem na północnym wschodzie i Wilajetem Administrowanym Centralnie na północy. Jego dystrykty to:
- Abdurahmon Dżomi
- Baldżuwon
- Bochtar
- Chowaling
- Churoson
- Dangara
- Dżaloliddin Rumi
- Dżilikul
- Farchor
- Jowon
- Kubodijon
- Kulab
- Kumsangir
- Mir Said Ali Hamadoni
- Muminobod
- Norak
- Nosiri Chusraw
- Pandż
- Sarband
- Szahritus
- Szuroobod
- Temurmalik
- Wachsz
- Wose